# Kernkraftwerk Akademik Lomonossow
Das Kernkraftwerk Akademik Lomonossow (russisch Академик Ломоносов, deutsche Übersetzung „Akademiemitglied Lomonossow“, volle Bezeichnung russisch ПАТЭС Академик Ломоносов für schwimmendes Heizkernkraftwerk Akademiemitglied Lomonossow) ist ein russisches schwimmendes Kernkraftwerk, Heimathafen ist Sankt Petersburg. Es handelt sich um den Prototyp einer mobilen Kernkraftwerksart.
Die Akademik Lomonossow ist nach dem russischen Dichter und Naturwissenschaftler Michail Wassiljewitsch Lomonossow benannt und versorgt – entgegen ersten Planungen – die Stadt Pewek an der Nordostpassage mit Energie.

## Geschichte
Mit dem Bau des schwimmenden und damit mobilen Kernkraftwerks wurde am 15. April 2007 in der Sewmasch-Werft in Sewerodwinsk begonnen. Die Fertigstellung war nach den anfänglichen Planungen im Jahr 2012 vorgesehen, musste dann auf 2016, auf 2018 und später auf 2019 verschoben werden.
Ursprünglich sollte es ab 2010 die U-Boot-Werft und die Stadt Sewerodwinsk im Nordwesten Russlands mit Strom und Wärme versorgen. Am 8. August 2008 gab der Eigentümer und Betreiber Rosenergoatom bekannt, dass Sewmasch die Arbeiten an dem Kernkraftwerk einstelle und der Bau durch die Sankt Petersburger Werft Baltiski sawod (Балтийский завод) fortgesetzt werde. Zwischenzeitlich wurde der zukünftige Anlegeplatz nach Wiljutschinsk in die Region Kamtschatka verlegt. Letztenendes wurde als Betriebsort und Versorgungsobjekt die Stadt Pewek im Autonomen Kreis der Tschuktschen ausgesucht.
Das schwimmende Kernkraftwerk lief am 30. Juni 2010 in Sankt Petersburg vom Stapel und erhielt durch die Taufpatin und damalige Gouverneurin von St. Petersburg Walentina Matwijenko seinen Namen. Die Baukosten wurden anfänglich auf umgerechnet etwa 270 Millionen Euro (9,1 Mrd. Rubel) geschätzt, gegen Ende zeigten sich Gesamtkosten von 37 Mrd. Rubel – genannt wurden auch 480 Mio. USD. Zwischenzeitlich war die Petersburger Werft von einem Bankrott bedroht, der aber folgenlos blieb und die Arbeiten konnten weitergehen. Am 28. April 2018 verließ die Akademik Lomonossow Sankt Petersburg: Ein Schlepper zog sie über Ostsee, Nordsee und Nordatlantik zunächst in die Barentssee nach Murmansk. Die Ankunft am 17. Mai 2018 wurde mit einer Feier begangen. Dort wurden die beiden Reaktoren mit nuklearen Brennelementen ausgestattet.
Der Weitertransport nach Pewek begann im August 2019, wofür ein Eisbrecher und ein Schlepper eingesetzt wurden. Im September 2019 erreichte die Plattform ihren Zielhafen. Der kommerzielle Betrieb war für November 2019 angekündigt, am 19. Dezember 2019 berichtete Rosatom von der Aufnahme der Stromlieferung an die Hafenstadt Pewek. Im Mai 2020 waren alle Prüfungen abgeschlossen und der Regelbetrieb des Kraftwerkes konnte beginnen. Die Akademik Lomonossow dient als Ersatz für das Kernkraftwerk Bilibino, das über eine Hochspannungsleitung mit Pewek verbunden ist, sowie für das kohlebefeuerte Heizkraftwerk Tschaun.

## Daten
Die Plattform weist eine Länge von 144,4 Meter auf, die Breite beträgt 30 m, die Höhe 10 m, der Tiefgang 5,6 m. Zum Vergleich: auf einer großen Binnenwasserstraße der Klasse VIb, wie Rhein, Donau, Rhone und Waal, können die Abmessungen Länge 195 m × Breite 22,80 m × Tiefgang 2,50 m – 4,50 m betragen.
Das schwimmende Kernkraftwerk ist mit zwei zum Prototyp modifizierten KLT-40S-Reaktoren ausgestattet. Der gleiche Reaktortyp wird in russischen Atomeisbrechern der Taimyr-Klasse und in dem russischen atomgetriebenen Frachter Sevmorput eingesetzt. Jeder Reaktor soll eine elektrische Bruttoleistung von 35 MW und eine Nettoleistung von 32 MW haben sowie 73 MW Prozesswärme zur Verfügung stellen. Beide Reaktoren besitzen jeweils eine thermische Leistung von 150 MW. Sie können eine Seewasser-Entsalzungsanlage mit einer Kapazität von bis zu 240.000 Kubikmeter pro Tag antreiben. Alle drei Jahre ist ein Brennelementwechsel vorgesehen, der bis zu 60 Tage dauert. Zusätzlich sind einmal pro Jahr 20-tägige Wartungspausen geplant. Das Kraftwerk ist in der Lage, bis zu 100.000 Personen mit Energie zu versorgen.
| Reaktorblock          | Reaktortyp / -modell | el. Netto- leistung | el. Brutto- leistung | thermische Leistung | Baubeginn  | Netzsyn- chronisation | Kommer- zieller Betrieb | Abschal- tung |
| --------------------- | -------------------- | ------------------- | -------------------- | ------------------- | ---------- | --------------------- | ----------------------- | ------------- |
| Akademik Lomonossow 1 | DWR / KLT-40S        | 32 MW               | 35 MW                | 150 MW              | 2007-04-15 | 2019-12-19            | 2020-05-22              | [ 28 ] [ 29 ] |
| Akademik Lomonossow 2 | DWR / KLT-40S        | 32 MW               | 35 MW                | 150 MW              | 2007-04-15 | 2019-12-19            | 2020-05-22              | [ 28 ] [ 30 ] |

## Kritik

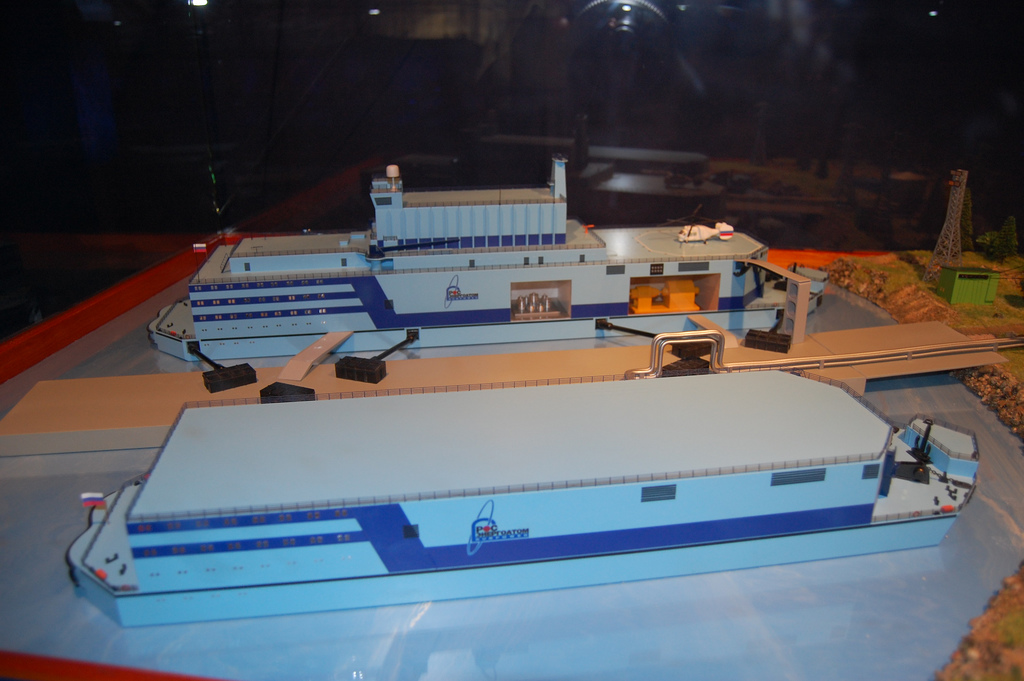
Modell

Russische und internationale Umweltorganisationen sehen in einem solchen Atomkraftwerk eine neue Gefahr für die Umwelt. Sie haben den Transport der Akademik Lomonossow mit dem Greenpeace-Schiff Beluga II verfolgt. Bei der Ankunft in Murmansk gab es Proteste durch kleinere örtliche Umweltgruppen wie den Verein Tschernobyl30 oder Ecodefense. Insbesondere wird bemängelt, dass es keine Anhörungen für die Bewohner der Stadt gegeben habe, obwohl sogar ein Gesetz solche Informationen verbindlich vorschreibe. Dagegen bezeichnen die staatlichen russischen Medien die Aktionen der Umweltschützer als „ökologischen Extremismus“ oder „destruktive Praxis von Umweltprotesten“.